# Iris typhifolia
Iris typhifolia là một loài thực vật có hoa trong họ Diên vĩ. Loài này được Kitag. miêu tả khoa học đầu tiên năm 1934.